# Pittsfield (Illinois)
Pour les articles homonymes, voir Pittsfield.
La ville de Pittsfield est le siège du comté de Pike, dans l’État de l’Illinois, aux États-Unis. Sa population s’élevait à 4 576 habitants lors du recensement de 2010, estimée à 4 419 habitants en 2017.

## Démographie
| Groupe            | Pittsfield | Illinois | États-Unis |
| ----------------- | ---------- | -------- | ---------- |
| Blancs            | 93,6       | 71,5     | 72,4       |
| Afro-Américains   | 5,4        | 14,6     | 12,6       |
| Métis             | 0,4        | 2,3      | 2,9        |
| Asiatiques        | 0,2        | 4,6      | 4,8        |
| Autres            | 0,2        | 6,7      | 6,4        |
| Amérindiens       | 0,2        | 0,3      | 0,9        |
| Total             | 100        | 100      | 100        |
|                   |            |          |            |
| Latino-Américains | 1,3        | 15,8     | 16,7       |

Selon l’American Community Survey, pour la période 2011-2015, 98,53 % de la population âgée de plus de 5 ans déclare parler l'anglais à la maison, 1,24 % déclare parler l'espagnol et 0,23 % une autre langue.

## Source
- (en) Cet article est partiellement ou en totalité issu de l’article de Wikipédia en anglais intitulé « Pittsfield, Illinois » (voir la liste des auteurs).

1. ↑  (en) « Pittsfield, IL Population - Census 2010 and 2000 », sur censusviewer.com (consulté le 3 avril 2016)
2. ↑  (en) « Population of Illinois - Census 2010 and 2000 », sur censusviewer.com (consulté le 3 avril 2016)
3. ↑  (en) « American FactFinder - Results », sur factfinder.census.gov.